# Gran Premio di superbike di Portimão 2013
Il Gran Premio di Superbike di Portimão 2013 è stata la sesta prova su quattordici del campionato mondiale Superbike 2013, è stato disputato il 9 giugno sull'Autódromo Internacional do Algarve e in gara 1 ha visto la vittoria di Marco Melandri davanti a Sylvain Guintoli e Tom Sykes, la gara 2 è stata vinta da Eugene Laverty che ha preceduto Sylvain Guintoli e Jonathan Rea.
La vittoria nella gara valevole per il campionato mondiale Supersport 2013 è stata ottenuta da Sam Lowes.

## Risultati

### Gara 1

#### Arrivati al traguardo[4]
| Pos. | Nº | Pilota            | Squadra              | Motocicletta           | Giri | Tempo     | Griglia | Punti |
| ---- | -- | ----------------- | -------------------- | ---------------------- | ---- | --------- | ------- | ----- |
| 1º   | 33 | Marco Melandri    | BMW Motorrad GoldBet | BMW S1000 RR           | 22   | 38:12.447 | 4º      | 25    |
| 2º   | 50 | Sylvain Guintoli  | Aprilia Racing       | Aprilia RSV4 Factory   | 22   | +0:00.007 | 5º      | 20    |
| 3º   | 66 | Tom Sykes         | Kawasaki Racing      | Kawasaki ZX-10R        | 22   | +0:04.224 | 1º      | 16    |
| 4º   | 2  | Leon Camier       | Fixi Crescent Suzuki | Suzuki GSX-R1000       | 22   | +0:09.479 | 13º     | 13    |
| 5º   | 76 | Loris Baz         | Kawasaki Racing      | Kawasaki ZX-10R        | 22   | +0:12.057 | 6º      | 11    |
| 6º   | 19 | Chaz Davies       | BMW Motorrad GoldBet | BMW S1000 RR           | 22   | +0:16.610 | 12º     | 10    |
| 7º   | 84 | Michel Fabrizio   | Red Devils Roma      | Aprilia RSV4 Factory   | 22   | +0:21.350 | 9º      | 9     |
| 8º   | 16 | Jules Cluzel      | Fixi Crescent Suzuki | Suzuki GSX-R1000       | 22   | +0:22.337 | 8º      | 8     |
| 9º   | 7  | Carlos Checa      | Ducati Alstare       | Ducati 1199 Panigale R | 22   | +0:23.662 | 7º      | 7     |
| 10º  | 23 | Federico Sandi    | Team Pedercini       | Kawasaki ZX-10R        | 22   | +1:26.995 | 19º     | 6     |
| 11º  | 31 | Vittorio Iannuzzo | Grillini Dentalmatic | BMW S1000 RR           | 22   | +1:27.119 | 16º     | 5     |
| 12º  | 18 | Ivan Clementi     | HTM Racing           | BMW S1000 RR           | 22   | +1:29.096 | 18º     | 4     |
| 13º  | 27 | Max Neukirchner   | MR-Racing            | Ducati 1199 Panigale R | 19   | +3 giri   | 15º     | 3     |

#### Ritirati
| Nº | Pilota           | Squadra        | Motocicletta           | Giri | Griglia |
| -- | ---------------- | -------------- | ---------------------- | ---- | ------- |
| 86 | Ayrton Badovini  | Ducati Alstare | Ducati 1199 Panigale R | 19   | 10º     |
| 58 | Eugene Laverty   | Aprilia Racing | Aprilia RSV4 Factory   | 11   | 2º      |
| 91 | Leon Haslam      | Pata Honda     | Honda CBR1000RR        | 9    | 14º     |
| 65 | Jonathan Rea     | Pata Honda     | Honda CBR1000RR        | 8    | 3º      |
| 5  | Alexander Lundh  | Team Pedercini | Kawasaki ZX-10R        | 6    | 17º     |
| 34 | Davide Giugliano | Althea Racing  | Aprilia RSV4 Factory   | 5    | 11º     |

### Gara 2

#### Arrivati al traguardo[5]
| Pos. | Nº | Pilota            | Squadra              | Motocicletta           | Giri | Tempo     | Griglia | Punti |
| ---- | -- | ----------------- | -------------------- | ---------------------- | ---- | --------- | ------- | ----- |
| 1º   | 58 | Eugene Laverty    | Aprilia Racing       | Aprilia RSV4 Factory   | 22   | 38:02.051 | 2º      | 25    |
| 2º   | 50 | Sylvain Guintoli  | Aprilia Racing       | Aprilia RSV4 Factory   | 22   | +0:04.107 | 5º      | 20    |
| 3º   | 65 | Jonathan Rea      | Pata Honda           | Honda CBR1000RR        | 22   | +0:05.853 | 3º      | 16    |
| 4º   | 76 | Loris Baz         | Kawasaki Racing      | Kawasaki ZX-10R        | 22   | +0:15.306 | 6º      | 13    |
| 5º   | 19 | Chaz Davies       | BMW Motorrad GoldBet | BMW S1000 RR           | 22   | +0:17.552 | 12º     | 11    |
| 6º   | 7  | Carlos Checa      | Ducati Alstare       | Ducati 1199 Panigale R | 22   | +0:18.366 | 7º      | 10    |
| 7º   | 16 | Jules Cluzel      | Fixi Crescent Suzuki | Suzuki GSX-R1000       | 22   | +0:29.392 | 8º      | 9     |
| 8º   | 86 | Ayrton Badovini   | Ducati Alstare       | Ducati 1199 Panigale R | 22   | +0:38.359 | 10º     | 8     |
| 9º   | 34 | Davide Giugliano  | Althea Racing        | Aprilia RSV4 Factory   | 22   | +0:39.321 | 11º     | 7     |
| 10º  | 84 | Michel Fabrizio   | Red Devils Roma      | Aprilia RSV4 Factory   | 22   | +0:44.603 | 9º      | 6     |
| 11º  | 27 | Max Neukirchner   | MR-Racing            | Ducati 1199 Panigale R | 22   | +0:45.339 | 15º     | 5     |
| 12º  | 33 | Marco Melandri    | BMW Motorrad GoldBet | BMW S1000 RR           | 22   | +0:45.429 | 4º      | 4     |
| 13º  | 23 | Federico Sandi    | Team Pedercini       | Kawasaki ZX-10R        | 22   | +1:16.310 | 19º     | 3     |
| 14º  | 5  | Alexander Lundh   | Team Pedercini       | Kawasaki ZX-10R        | 22   | +1:16.375 | 17º     | 2     |
| 15º  | 31 | Vittorio Iannuzzo | Grillini Dentalmatic | BMW S1000 RR           | 22   | +1:18.303 | 16º     | 1     |
| 16º  | 18 | Ivan Clementi     | HTM Racing           | BMW S1000 RR           | 22   | +1:24.259 | 18º     |       |

#### Non classificato
| Nº | Pilota    | Squadra         | Motocicletta    | Giri | Griglia |
| -- | --------- | --------------- | --------------- | ---- | ------- |
| 66 | Tom Sykes | Kawasaki Racing | Kawasaki ZX-10R | 15   | 1º      |

#### Ritirato
| Nº | Pilota      | Squadra              | Motocicletta     | Giri | Griglia |
| -- | ----------- | -------------------- | ---------------- | ---- | ------- |
| 2  | Leon Camier | Fixi Crescent Suzuki | Suzuki GSX-R1000 | 11   | 13º     |

### Supersport

#### Arrivati al traguardo
| Pos. | Nº  | Pilota               | Squadra                       | Motocicletta     | Giri | Tempo     | Griglia | Punti |
| ---- | --- | -------------------- | ----------------------------- | ---------------- | ---- | --------- | ------- | ----- |
| 1º   | 11  | Sam Lowes            | Yakhnich Motorsport           | Yamaha YZF R6    | 20   | 35'32.882 | 1º      | 25    |
| 2º   | 99  | Fabien Foret         | MAHI Racing Team India        | Kawasaki ZX-6R   | 20   | +0.380    | 4º      | 20    |
| 3º   | 54  | Kenan Sofuoğlu       | MAHI Racing Team India        | Kawasaki ZX-6R   | 20   | +0.502    | 2º      | 16    |
| 4º   | 60  | Michael van der Mark | Pata Honda                    | Honda CBR600RR   | 20   | +1.322    | 6º      | 13    |
| 5º   | 32  | Sheridan Morais      | PTR Honda                     | Honda CBR600RR   | 20   | +9.537    | 3º      | 11    |
| 6º   | 4   | Jack Kennedy         | Rivamoto                      | Honda CBR600RR   | 20   | +11.772   | 7º      | 10    |
| 7º   | 8   | Andrea Antonelli     | Team Goeleven                 | Kawasaki ZX-6R   | 20   | +13.535   | 5º      | 9     |
| 8º   | 9   | Luca Scassa          | Kawasaki Intermoto Ponyexpres | Kawasaki ZX-6R   | 20   | +13.953   | 8º      | 8     |
| 9º   | 5   | Raffaele De Rosa     | Team Lorini                   | Honda CBR600RR   | 20   | +14.728   | 9º      | 7     |
| 10º  | 21  | Christian Iddon      | ParkinGo MV Agusta Corse      | MV Agusta F3 675 | 20   | +18.756   | 16º     | 6     |
| 11º  | 65  | Vladimir Leonov      | Yakhnich Motorsport           | Yamaha YZF R6    | 20   | +18.909   | 12º     | 5     |
| 12º  | 55  | Massimo Roccoli      | Pata by Martini               | Yamaha YZF R6    | 20   | +32.012   | 14º     | 4     |
| 13º  | 25  | Alex Baldolini       | Suriano Racing                | Suzuki GSX-R600  | 20   | +32.039   | 18º     | 3     |
| 14º  | 26  | Lorenzo Zanetti      | Pata Honda                    | Honda CBR600RR   | 20   | +32.118   | 24º     | 2     |
| 15º  | 87  | Luca Marconi         | PTR Honda                     | Honda CBR600RR   | 20   | +33.152   | 20º     | 1     |
| 16º  | 37  | David Linortner      | Honda PTR                     | Honda CBR600RR   | 20   | +39.207   | 15º     |       |
| 17º  | 64  | Matt Davies          | Honda PTR                     | Honda CBR600RR   | 20   | +45.202   | 17º     |       |
| 18º  | 6   | Vladimir Ivanov      | Kawasaki DMC-Lorenzini        | Kawasaki ZX-6R   | 20   | +45.238   | 25º     |       |
| 19º  | 7   | Nacho Calero         | Honda PTR                     | Honda CBR600RR   | 20   | +56.229   | 22º     |       |
| 20º  | 117 | Miguel Praia         | Team Lorini                   | Honda CBR600RR   | 20   | +59.022   | 29º     |       |
| 21º  | 59  | Alex Schacht         | Racing Team Toth              | Honda CBR600RR   | 20   | +59.101   | 31º     |       |
| 22º  | 35  | Mitchell Carr        | AARK Racing                   | Triumph 675 R    | 20   | +1'00.174 | 28º     |       |
| 23º  | 10  | Imre Tóth            | Racing Team Toth              | Honda CBR600RR   | 20   | +1'03.756 | 26º     |       |
| 24º  | 61  | Fabio Menghi         | VFT Racing                    | Yamaha YZF R6    | 20   | +1'40.470 | 27º     |       |
| 25º  | 33  | Yves Polzer          | MRC Austria                   | Honda CBR600RR   | 19   | +1 giro   | 32º     |       |
| 26º  | 24  | Eduard Blokhin       | Rivamoto                      | Honda CBR600RR   | 19   | +1 giro   | 33º     |       |

#### Non classificato
| Nº | Pilota      | Squadra                       | Motocicletta   | Giri | Griglia |
| -- | ----------- | ----------------------------- | -------------- | ---- | ------- |
| 44 | David Salom | Kawasaki Intermoto Ponyexpres | Kawasaki ZX-6R | 13   | 11º     |

#### Ritirati
| Nº | Pilota         | Squadra                  | Motocicletta     | Giri | Griglia |
| -- | -------------- | ------------------------ | ---------------- | ---- | ------- |
| 47 | Roberto Rolfo  | ParkinGo MV Agusta Corse | MV Agusta F3 675 | 17   | 13º     |
| 34 | Balázs Németh  | Complus SMS Racing       | Honda CBR600RR   | 17   | 30º     |
| 14 | Gábor Talmácsi | Prorace                  | Honda CBR600RR   | 12   | 19º     |
| 88 | Kevin Coghlan  | Kawasaki DMC-Lorenzini   | Kawasaki ZX-6R   | 9    | 23º     |
| 20 | Mathew Scholtz | Suriano Racing           | Suzuki GSX-R600  | 9    | 21º     |
| 84 | Riccardo Russo | Puccetti Racing Kawasaki | Kawasaki ZX-6R   | 0    | 10º     |